# レノア (柔軟剤)
レノア（Lenor）はプロクター・アンド・ギャンブル（P&G）が欧州・日本・中国・ロシアで販売する柔軟剤である。

## 商品概要・歴史
ファブリーズとの共同開発により、嫌なニオイを防ぐ防臭効果を持たせた柔軟剤として、2004年2月に発売開始。
- 2004年
  - 2月 - 「レノア」として発売開始（当初は1商品のみ）。
- 2005年
  - 8月 - 「リラックスアロマ」を追加。これに伴い既存品を「フレッシュグリーン」に名称変更。
- 2006年
  - 9月 - 「ベビーソープの香り」を追加。同時に「フレッシュグリーン」と「リラックスアロマ」のパッケージを小変更。
- 2008年
  - 1月 - 新シリーズとして天然抽出の香りエッセンスを配合した「レノアハピネス」2種類（おひさまの香り・森林浴の香り）を追加。
- 2009年
  - 8月 - 初のフルモデルチェンジを行い「レノア」の抗菌成分を2倍に強化配合し、防臭力をアップ。商品名も「レノアプラス」に変更。
  - 9月 - 「レノアハピネス」をより長続きする香り成分を新配合すると共に、パッケージも大幅に変更しリニューアル。
- 2010年
  - 2月 - 「レノアプラス」のソープ系の香りが「ベビーソープの香り」から「フルーティーソープの香り」に差し替えられた。
  - 8月 - 「レノアハピネス」をフルモデルチェンジし、香り成分を包み込んだ「マジックビーズ」を新配合。また、香りを強くしたい時には服をもみ込ませるだけで香りを広くすることができる。また、ラインナップも総入れ替えとなり、従来の2種類から3種類に増やされた。
- 2011年
  - 3月 - シートタイプ「レノアハピネス 香りシート」発売。
  - 11月 - 「レノアハピネス」を改良。柔軟剤に配合する液体の香料と「マジックビーズ」に封入した香料の組み合わせを最適化したことで、従来と同じように服をもみこませることで香りを変化させることができるようになった。「レノアハピネス 香りシート」には同じ時期に数量限定品の「ハローキティバージョン」を発売した。
- 2012年
  - 2月 - 「レノアハピネス」に「フレッシュベリー&ジャスミン」を追加。さらにアメリカ発の衣類の香りづけ専用製品「レノアハピネス アロマジュエル」を日本で発売。洗濯のはじめに適量を洗濯用洗剤と一緒に洗濯槽に直接投入して洗濯するだけで、衣類に香りをつけることができる。また柔軟剤と組み合わせたり、投入量を調節したりすることで、自分だけのオリジナルの香りを作る「香りメーク」が楽しめる。日本でも柔軟剤だけでは香りが物足りなく感じる消費者が増えてきていることから、発売に踏み切ったという[2]。
  - 3月 - 「レノアプラス」に「消臭カプセル」を配合してフルモデルチェンジ。本体の内容量が変更となった（650ml→600ml）。
  - 10月 - 「レノアハピネス」フルモデルチェンジ。「マジックビーズ」が香りの種類や持続性が異なる2種類となった。既存の香りは名称が変わり（ラグジュアリー&フローラル→ラグジュアリー&ピンクフローラル、フルーティー&サンシャイン→フルーティー&パラダイス、フレッシュベリー&ジャスミン→リッチベリー&ジャスミン）、新香調として「ダークローズ&チェリー」を追加（フレッシュ&ハーブは廃止）。併せて「レノアハピネス 香りシート」も「フローラルブーケ」のパッケージをリニューアルし、「チェリーローズ」を追加した（フルーティーミストは廃止）。
- 2013年
  - 5月 - 「レノアハピネス アロマジュエル」に「アメジストバニラ」を追加[3]。
  - 6月 - 「レノアプラス」のつめかえ用超特大サイズを約3倍量の1,400mlに増量してリニューアル。
  - 9月 - 「パールドリーム」が追加発売され、「アロマジュエル」も4種類となった。併せて、「レノアハピネス」は「フルーティー&パラダイス」を廃止する代わりに「プリンセスパール&ドリーム」を、「レノアハピネス 香りシート」は「チェリーローズ」を廃止する代わりに「プリンセスパールスウィート」をそれぞれ追加発売した。
- 2014年
  - 2月 - プレミアムラインの柔軟剤「レノアオードリュクス」をオンラインショップや一部のバラエティストアにて先行発売を開始[4]。ラインナップは「イノセント」と「センシュアル」の2種類である。さらに、「レノアハピネス」は「ラグジュアリー&ピンクフローラル」を「アンティークローズ&フローラル」にリニューアルするとともに、他の香調もパッケージデザインをリニューアルし、ブランドロゴも英字ロゴ主体に変更した。
  - 4月 - 「レノアハピネス アロマジュエル」の数量限定品「ピンクダイヤモンド&ローズ」発売。
  - 6月 - 「レノアハピネス」の数量限定品「フルーツシャンパン&アリュール」発売(本品はつめかえ用のみの設定)。
  - 8月 - 「レノアハピネス」に「ミスティグリーン&ジャスミン」を追加し、シリーズ初の5種類となった。
  - 9月 - 一部店舗やオンラインショップで先行発売されていた「レノア オードリュクス」を拡大発売するとともに、デザインボトル「パリの街の物語」・「レースの物語」を数量限定で発売。次いで、「レノアハピネス アロマジュエル」の数量限定品「イエローサファイア&シトラスジャスミン」を発売。
  - 11月 - 「レノアオードリュクス」につめかえ用を追加発売。
- 2015年
  - 4月 - ファブリックケア製品として初めてとなる消臭専用ビーズ「レノアプラス 衣類の消臭専用デオドラントビーズ」を発売[5]。
  - 9月 - 柔軟剤「レノアハピネス」の新香調「ロイヤルリリー&ピオニー」を（「リッチベリー&ジャスミン」は廃止）、衣類の香りづけビーズ「レノアハピネス アロマジュエル」に「ガーネットピオニー」をそれぞれ追加するとともに、「ガーネットピオニー」以外の「レノアハピネス アロマジュエル」も柔軟剤とのブランドロゴ統一に伴ってデザインリニューアルされ、数量限定で275g入りの「お試しボトル」も発売された。次いで、「レノアオードデュクス」にも新香調の「ル マリアージュ」を追加発売した。
- 2016年
  - 2月 - 「レノアハピネス」の新香調として、フレグランスオイルを高密度処方した「クラッシーフローラル」を発売(「ミスティグリーン&ジャスミン」は廃止)。
  - 4月 - 「レノアプラス」に化学的消臭法による無臭化技術を採用し、「レノア本格消臭」に改名・リニューアル。本体の内容量が変更となった（600ml→580ml）。
  - 8月 - 「レノアハピネス」が香りバランスを変更するリニューアルを行い、新香調として「フルーティーカクテル&フラワー」を発売(ロイヤルリリー&ピオニーは廃止)。
- 2017年
  - 1月 - 「レノアハピネス」に限定香調として、薄紫色のボトルの「ヌーボー フラワーブロッサムの香り」を発売した。本香調は試供品が付く形態となっており、本体には「レノアハピネス アロマジュエル エメラルドブリーズの香り」の1回分サッシェが、つめかえ用には「ボールド ジェルボールWプラチナ プラチナブロッサム&ピオニーの香り」の試供品袋（7個）がそれぞれ同梱される。
  - 2月 - 「レノアオードリュクス」に香り付け専用商品「レノアオードリュクス アロマジュエル」とミストタイプの「レノアオードリュクス ファブリックフレグランス」をオンラインストアで先行発売。4月下旬に店頭販売開始。
  - 3月 - 「レノアプラス 衣類の消臭専用デオドラントビーズ」が「レノア本格消臭 デオドラントビーズ」に改称され、「リフレッシュフローラルの香り」が追加。また「レノア本格消臭」の「フルーティーソープの香り」をフローラル系の「フローラルフルーティーソープの香り」へリニューアル発売。
  - 6月 - 「レノア本格消臭スポーツ」の新香調として、「スプラッシュリリーの香り」を発売。
  - 8月 - 衣類の香りづけビーズ「レノアハピネス アロマジュエル」をフルモデルチェンジ。パフュームオイルを増量し、「エアレーションテクノロジー」を採用。香りのラインナップが集約され、発売当初からある「エメラルドブリーズの香り」、従来の「ルビーフローラルの香り」から改名した「ダイヤモンドフローラルの香り」、新香調の「サファイアベリーの香り」の3種類となった。さらに、日本国内での「レノア」の香りづけ専用ビーズで初となる詰替用（455ml入り）が新たに設定された。また、「レノアハピネス」の「ダークローズ&チェリー」と「フルーティーカクテル&フラワー」は香りバランスを変更するリニューアルが行われ、「ダークローズ&チェリー」は香調名を「ヴェルベットローズ&ブロッサム」に変更された。
- 2018年
  - 1月 - 「レノア本格消臭」に数量限定品「花粉ガード グリーンシトラスの香り」を発売。サイズラインナップは本体・つめかえ用・つめかえ用超特大の3サイズで、通常の「レノア本格消臭」・「レノア本格消臭スポーツ」よりも内容量が少なく設定されている（本体:430ml、つめかえ用:410ml、つめかえ用超特大:1.2L）
  - 2月 - 「レノアハピネス」に、新シリーズの「ナチュラルフレグランス」を発売。香りは「プレミアムフローラルブーケ&ざくろ」と「プリンセスパールブーケ&シアバター」の2種類。なお、「プリンセスパールブーケ&シアバター」は従来発売されていた「プリンセスパール&ドリーム」からリニューアルされたもので、パッケージ正面には「プリンセスパール&ドリームの香り」の発売年を示す"since2013"の記述がある。
  - 4月 - 「レノア本格消臭」・「レノア本格消臭スポーツ」をリニューアル。内容量が変更された（本体:(本格消臭)580ml→550ml/(本格消臭スポーツ)550ml→530ml、つめかえ用:(本格消臭)480ml→450ml/(本格消臭スポーツ)450ml→430ml、つめかえ用特大:(本格消臭)910ml→860ml/(本格消臭スポーツ)860ml→810ml、つめかえ用超特大:(本格消臭)1400ml→1320ml/(本格消臭スポーツ)1320ml→1260ml）。
  - 5月 - 「レノア本格消臭」に数量限定品「部屋干し専用 リフレッシュハーブの香り」を発売。サイズラインナップは本体・つめかえ用・つめかえ用超特大の3サイズで、通常の「レノア本格消臭」・「レノア本格消臭スポーツ」よりも内容量が少なく設定されている（本体:430ml、つめかえ用:410ml、つめかえ用超特大:1.2L）[6]。
  - 6月 - 「レノア本格消臭 デオドラントビーズ」をリニューアル。パッケージデザインが変更され、青のボトルの「クールリフレッシュ」は「レノア本格消臭スポーツ デオドラントビーズ」へ改名。新たにつめかえ用（455ml入り）も設定された。
  - 9月
    - 「レノアオードリュクス」に「ブルーミングパッション」を、「レノアオードリュクス アロマジュエル」に「ブルーミングパッションビジュの香り」をそれぞれ追加発売。
    - 「レノアハピネス」をリニューアル。既存ラインナップを「アンティークローズ&フローラル」と「ヴェルベットローズ&ブロッサム」のフローラル系の香り2種類に絞り、「アンティークローズ&フローラル」は香りバランスが変更された。併せて、新シリーズとして、男女兼用の「ユニセックス」が追加され、継続販売の「ナチュラルフレグランス」を含めた3ライン展開となった。
- 2019年
  - 3月
    - 「レノア本格消臭 デオドラントビーズ」に部屋干し用「部屋干しDX グリーンフレッシュハーブ」を追加発売。併せて「レノア本格消臭 デオドラントビーズ」の他の香りもパッケージデザインがリニューアルされ、「部屋干しDX グリーンフレッシュハーブ」を含む全製品に通常の約1.8倍量（805ml）となるつめかえ用特大が追加設定された（キャップ付だが、既存の特大サイズ(885ml)にも1回でつめかえ可能）。
    - 「レノア本格消臭」・「レノア本格消臭スポーツ」をリニューアル。衣類についた汗ジミを素早く乾かす「速乾テクノロジー」を追加。「レノア本格消臭スポーツ」は「レノアハピネス」同様にボトル全体を覆うシュリンクラベルデザインとなった。また、計量キャップ一杯分の量が40mlから44mlに変更された。

  - 4月 - 「レノアハピネス アロマジュエル」をリニューアル。「ダイヤモンドフローラルの香り」と「エメラルドブリーズの香り」はパッケージデザインが変更され、新たに、通常サイズの約1.8倍量（805ml）となるつめかえ用特大を追加設定（キャップ付だが、既存の特大サイズ(885ml)にも1回でつめかえ可能）。また、「サファイアベリーの香り」に替わる新香調として「ざくろブーケの香り」と「ブルーアクアオーシャンの香り」を追加発売し、4種類となった。
  - 6月 - 「レノア本格消臭」に「部屋干しDX リフレッシュハーブの香り」を追加発売[7]。 2018年5月に数量限定品として発売されていた「部屋干し専用 リフレッシュハーブの香り」の処方・製品名・パッケージデザインを変更してレギュラー製品化されたもので、内容量が増量（本体:430ml→530ml、つめかえ用:410ml→430ml、つめかえ用超特大:1200ml→1260ml）され、810ml入りのつめかえ用特大が追加設定された。
  - 7月 -  「レノアハピネス アロマジュエル」の限定香調として、「アプリコット&ホワイトフローラルブーケの香り」を発売。
  - 9月 -  「レノア本格消臭」・「レノア本格消臭 スポーツ」・「レノア本格消臭 部屋干しDX」に通常サイズの約4倍量（1.8L、スポーツ・部屋干しDXは1.72L）でハンドル付のつめかえ用ウルトラジャンボサイズを追加発売（主にECサイトを中心に発売）。
  - 10月
    - 「レノア本格消臭」に屋内塵性ダニを寄せ付けにくくする「ダニよけ成分」を配合した「レノア本格消臭 ダニよけプラス」を追加発売。
    - 「レノアハピネス」の限定香調として「パステルフローラル&ブロッサム」を発売。
- 2020年
  - 1月 - 「レノアオードリュクス」をリニューアル（柔軟剤のみECサイトでは同月11日より、店頭ではアロマジュエル・ファブリックミストを含めて同月下旬より順次発売）。既存品は5年ぶりの全面改良により「パルファムシリーズ」となり、「ファブリックフレグランス」から改名した「パルファムシリーズ ミスト」に「ブルーミングパッションニュアジュ」が追加発売されたことにより、柔軟剤・アロマジュエル・ファブリックミストともに3種類の香りのラインナップとなった。また、「衣類の美容液成分」を配合し、洗濯シワ防止効果を付加した柔軟剤「スタイルシリーズ」も同時に発売された[8]。
  - 3月
    - 「レノアハピネス」をリニューアル。フラワーアーティストの監修により香りが改良され、「ヴェルベットローズ&ブロッサム」は「ヴェルベットフローラル&ブロッサム」に香調名を変更。パッケージデザインはハーバリウムをモチーフとしたデザインとなった。また、「ユニセックス」を廃止し、2019年10月に限定品として発売されていた「パステルフローラル&ブロッサム」がレギュラー化、新香調となる「ラブリー&ジェントルフローラル」の2種類が追加され、花の香りのラインナップとなった[9]。
    - 「レノアハピネス アロマジュエル」に2019年7月に限定香調として発売されていた「アプリコット&ホワイトフローラルブーケの香り」がレギュラー化される形で追加発売（入れ替わりで「ブルーアクアオーシャンの香り」が廃止された）。

  - 4月
    - 「ファイバーケア成分」を配合し、衣類のダメージ防止効果を重視した柔軟剤「レノアリセット」を発売[10]。
    - 「レノア本格消臭」をリニューアル。水分に反応して汗のニオイを爽やかに変える技術を採用。「フレッシュグリーン」と「スポーツ フレッシュシトラスブルー」は新香料に変更。「スポーツ スプラッシュリリー」は「スポーツエアー リフレッシュエアリーフローラル」に変更。つめかえ用の内容量が変更となり、通常サイズは減容（(本格消臭)450ml→420ml/(本格消臭スポーツ・本格消臭部屋干しDX)430ml→400ml）となったものの、他のサイズは増量となり、特大サイズは約2.5倍容量（(本格消臭)860ml→1030ml/(本格消臭スポーツ・本格消臭部屋干しDX)810ml→980ml）、超特大サイズは約3.5倍容量（(本格消臭)1320ml→1460ml/(本格消臭スポーツ・本格消臭部屋干しDX)1260ml→1390ml）、ウルトラジャンボサイズは約4.5倍容量（(本格消臭)1800ml→1870ml/(本格消臭スポーツ・本格消臭部屋干しDX)1720ml→1790ml）となった（本体は内容量据え置き）[11]。

  - 6月 - 「レノア本格消臭 デオドラントビーズ」に抗菌成分を追加配合し、「レノア本格消臭 抗菌ビーズ」に改名してリニューアル発売[12]。
  - 9月 - 「レノアリセット」に新香調「フレッシュパステルブーケの香り」を追加[13]。
  - 10月
    - 「レノアハピネス ナチュラルフレグランス」に「ラベンダー&フローラルガーデン」を発売し、同時に「プレミアムフローラル&ざくろ」をピンク基調のパッケージデザインに変更してリニューアル（入れ替わりで「プリンセスパールブーケ&シアバター」が廃止された）。なお、つめかえ用超特大は従来の1180ml（通常サイズの約3倍）から1380ml（通常サイズの約3.5倍）に増量され、「アンテクークローズ&フローラル」、「ヴェルベットフローラル&ブロッサム」、「パステルフローラル&ブロッサム」、「ラブリー&ジェントルフローラル」のつめかえ用超特大も1260ml（通常サイズの3倍）から1485ml（通常サイズの約3.5倍）に増量してリニューアルされた。
    - 「レノアハピネス アロマジュエル」に新香調「ラベンダーブーケの香り」を発売（入れ替わりで「アプリコット&ホワイトフローラルブーケの香り」が廃止された）。
- 2021年
  - 1月 - 「レノア本格消臭」に数量限定品「衣類の花粉ブロック フレッシュフローラルの香り」を発売。サイズラインナップは本体・つめかえ用・つめかえ用超特大の3サイズで、通常の「レノア本格消臭」・「レノア本格消臭スポーツ」よりも内容量が少なく設定されている（本体:530ml、つめかえ用:400ml、つめかえ用超特大:980ml）
  - 2月 - 上旬に「レノアハピネス」4種、中旬に「レノアハピネス アロマジュエル」を順次リニューアル[14]。「レノアハピネス」はパッケージデザイン変更のみの「パステルフローラル&ブロッサム」を除く3種を改良。「レノアハピネス アロマジュエル」は「ダイヤモンドフローラルの香り」を「アンティークローズ&フローラルの香り」に、「エメラルドブリーズの香り」を「パステルフローラル&ブロッサムの香り」にそれぞれアップデートするとともに、内容量を変更（本体:520ml→470ml、つめかえ用:455ml→415ml、つめかえ用特大:805ml→730ml）し、180ml入りのミニサイズを追加。「ざくろブーケの香り」と「ラベンダーブーケの香り」はパッケージデザインの変更のみで、内容量は据え置きとなる。
  - 4月 - 「レノア本格消臭」が消臭カプセルの改良により消臭効果が持続化する改良を行い、「レノア超消臭 1WEEK（ワンウィーク）」へ改名してリニューアル[15]。
  - 5月 - 「レノア本格消臭 抗菌ビーズ」のパッケージデザインを変更し、「レノア超消臭 抗菌ビーズ」へ改名してリニューアル。
  - 8月 - 「レノアハピネス」を全面改良した「レノアハピネス 夢ふわタッチ」を発売[16]。ソフトタッチ成分と柔軟成分の使用量を過去10年間の「レノアハピネス」内で最高レベルに引き上げられたほか、香りのラインナップが一部見直され、「ラブリー&ジェントルフローラル」と入れ替えで、新ラインの「ホテルセレクト」が追加された。
  - 11月 - 「レノアリセット」に「微香タイプ ホワイトサボンの香り」を追加発売（入れ替わりでフレッシュパステルブーケの香りは製造終了）[17]。併せて、既存の「ヤマユリ&グリーンブーケの香り」と「フレッシュローズ&ナチュラルガーデンの香り」はパッケージデザインが変更された。
  - 12月 - 「レノア オードリュクス」の「パルファムシリーズ」を「マインドフルネスシリーズ」へ刷新し、「リラックス」と「ポジティブ」を発売[18]。
- 2022年
  - 1月 - 「レノア オードリュクス」に「マインドフルネスシリーズ」の新作となる「スリープ」を発売[18]。
  - 2月 - 「レノアハピネス アロマジュエル」をリニューアル[19]。既存のラインナップを「パステルフローラル&ブロッサムの香り」と「アンティークローズ&フローラルの香り」の2種類に絞り、"ブラックシリーズ"としてパッケージデザインを変更。併せて、ライトな香りが特徴の"ホワイトシリーズ"を新設し、「ホワイトティーの香り」と「ホワイトサボンの香り」の2種類が追加された。また、つめかえ用特大サイズは内容量が350ml増量し、1080mlとなった。
  - 4月 - 「レノア超消臭 1WEEK」をリニューアル[20]。従来製品の長時間消臭技術に加え、抗菌成分を増量。香りのラインナップが一部見直され、「スポーツデオX リフレッシュエアリーフローラル」と入れ替えで、香り控えめの「消臭たっぷり+香り控えめフレッシュソープの香り」が追加。また、つめかえ用超特大サイズは内容量が210ml増量し、1600mlとなった。
  - 8月 - 「レノア超消臭 1WEEK」に「リラックスアロマの香り」と入れ替えで、新香調「みずみずしく香るシトラスの香り」を追加[21]。
  - 9月 - 「レノアハピネス 夢ふわタッチ」の「ナチュラルシリーズ」がリニューアルされ、「ナチュラルに香るラベンダーガーデンの香り」と入れ替えで、新香調「シトラス&ヴァーベナ」が発売された[22]。
  - 11月 - 「レノアリセット」をリニューアル[23]。「ヤマユリ&グリーンブーケの香り」はパッケージデザインを変更、「フレッシュローズ&ナチュラルガーデンの香り」は香りを改良し、ボトルの色をローズ色に変更して「フレッシュローズ&ナチュラルフラワーの香り」に改名。「微香タイプ ホワイトサボンの香り」と入れ替えで、「レノアハピネス 夢ふわタッチ」に続く設定となる「シトラス&ヴァーベナの香り」が追加された。
- 2023年
  - 2月 -
    - 「レノアハピネス 夢ふわタッチ」の「魅惑的に香るヴェルベットブロッサム」を「ホテルセレクト」へ移行し、「魅惑的に香るヴェルベットブロッサム&フローラル」に改名してリニューアル。
    - 「レノアハピネス アロマジュエル」をリニューアル[24]。「アンティークローズ&フローラルの香り」と「ホワイトティーの香り」はパッケージデザインを変更、「パステルフローラル&ブロッサムの香り」は香りを改良。また、"ホワイトシリーズ"の「ホワイトサボンの香り」と入れ替えで部屋干し向けの「おひさまフローラルの香り」が追加された。

  - 5月 - 「レノア超消臭 抗菌ビーズ」のパッケージデザインが刷新され、「レノア 煮沸レベル消臭 抗菌ビーズ」に改名してリニューアル[25]。「グリーンミストの香り」は中身も改良され、「ウォータリーグリーンの香り」に香調名が変更された。
  - 6月 - 「レノアハピネス 夢ふわタッチ」・「レノア アロマジュエル」に「TinyTAN限定コラボデザインパッケージ」を発売。「レノアハピネス 夢ふわタッチ」は「華やかに香るアンティークローズ」、「上品で心地よいホワイトティーの香り」、「魅惑的に香るヴェルベットブロッサム」の3種類。「レノア アロマジュエル」は"ブラックシリーズ"の2種類（アンティークローズ&フローラルの香り・パステルフローラル&ブロッサム）に設定される[26]。
  - 7月 - すすぎ消臭剤「レノア クエン酸in超消臭」を発売[27]。
  - 10月 - 「レノアハピネス 夢ふわタッチ」をリニューアル[28]。

## 現行商品

### レノア超消臭
レノア超消臭 1WEEK
消臭・防臭・抗菌効果を重視した柔軟剤。香りはフレッシュグリーンの香り、フローラルフルーティーソープの香り、シトラスの香り、消臭たっぷり+香り控えめフレッシュソープの香りの4種類。リニューアルを機に、ボトルデザインはボトル全体をラベルで覆うセミシュリンクラベル仕様となった。
つめかえ用は通常サイズの他に、通常サイズの約2.5倍量（980ml）の特大サイズ、通常サイズの約4倍量（1600ml）の超特大サイズ、通常の約5.3倍量（2100ml）のウルトラジャンボサイズも設定されている。内容量は本体を含めて派生シリーズの「スポーツデオX（旧:スポーツ/スポーツエアー）」や「部屋干し用（旧:部屋干しDX）」と統一化された。
香りレベルはフレッシュソープの香り以外は"3"、フレッシュソープの香りは"2"である。
本品は消臭カプセルを配合しており、パナソニックの洗剤・柔軟剤自動投入機能付き縦型洗濯機及びドラム式洗濯機では「自動投入で使えない銘柄」に分類されており、自動投入機能の故障の原因になるため、本体の洗剤投入口や取扱説明書などで具体的に本品を明記し、「手動投入」で使うようその旨を表記していたが、2023年3月に行われたリニューアルによりこの問題は解消された。
レノア超消臭 1WEEK スポーツデオX
「レノア超消臭 1WEEK」の派生シリーズで、スポーツ時の汗臭や体臭にも対応した柔軟剤。従来の「本格消臭」では2020年4月のリニューアルで香りにより「スポーツ」と「スポーツエアー」に分かれていたが、「超消臭1WEEK」への改名を機に「スポーツデオX」へ改名・統一された。香りはブルーのボトルのフレッシュシトラスブルーの香りの1種類。
香りレベルは「超消臭 1WEEK」と同レベルで"3"である。
レノア超消臭 1WEEK 部屋干し用
「レノア超消臭 1WEEK」の派生シリーズで、部屋干し特有の生乾き臭に対応した柔軟剤。香りは1種類のみだが、従来の「本格消臭 部屋干しDX」で採用されていたリフレッシュハーブから、花とおひさまの香りに変更された。
香りレベルは「超消臭 1WEEK」と同レベルとなる"3"である。
レノア煮沸レベル消臭 抗菌ビーズ
2015年4月に「レノアプラス 衣類の消臭専用デオドラントビーズ」として発売。2017年3月に「リフレッシュフローラルの香り」登場時に「レノア本格消臭 デオドラントビーズ」へ改名、2020年6月に「レノア本格消臭 抗菌ビーズ」へ再改名され、2021年5月に「レノア超消臭 抗菌ビーズ」へ再々改名され、2023年5月に現在の製品名となる。ファブリックケア製品としては日本初となる消臭に特化したビーズ（衣類用消臭剤）で、洗濯開始時に洗濯槽に直接投入して使用する。
従来品の「レノア超消臭 抗菌ビーズ」からピンク&シルバーのボトルであるリフレッシュフローラルの香り、ブルーのボトルであるスポーツ クールリフレッシュ&シトラスの香り、パステルグリーンのボトルである部屋干し 花とおひさまの香り（「部屋干しDX グリーンフレッシュハーブの香り」から柔軟剤「レノア超消臭1WEEK 部屋干し用」同様、香りとパッケージデザインを刷新したもの）に加え、グリーン&シルバーのボトルは前述したように改良され、ウォータリーグリーンの香りに改名された。
当初は通常サイズ（375g→520ml）のみの設定だったが、2017年に一部店舗やECサイト向けに通常サイズの約1.7倍容量となる特大サイズ（638g→885ml）、2018年6月につめかえ用（455ml）、2019年4月のリニューアルでつめかえ用特大（805ml）が順次設定され、4サイズとなっている。2020年6月のリニューアルでボトルを通常サイズのみに集約して3サイズとなり、内容量はすべてのサイズで減容された（本体:520ml→490ml、つめかえ用:455ml→430ml、つめかえ用特大:805ml→760ml）。2022年4月のリニューアルで「スポーツ」の香りが「クールリフレッシュ」から「クールリフレッシュ&シトラス」へ変更され、そのほかの香りを含め、ボトルは中ぶたを無くし、回して開封する形状のキャップへ改良。その翌月には本体の特大サイズが減容（885ml→840ml）されキャップが改良されるとともに、つめかえ用に1120ml（通常サイズの約2.6倍量）の超特大サイズが追加された。2023年5月のリニューアルに伴い、本体とつめかえ用の通常サイズは減容（本体:490ml→420ml、本体 特大:840ml→720ml、つめかえ用:430ml→365ml）。反対に、つめかえ用の特大サイズと超特大サイズは増量（特大:760ml→970ml(通常サイズの約2.6倍量)、超特大:1120ml→1180ml(通常サイズの約3.2倍量)）された。
レノア クエン酸in超消臭
クエン酸を消臭剤として配合されたすすぎ消臭剤。柔軟剤の代用として、洗濯機の柔軟剤投入口に投入する。酸性タイプのため塩素系製品（漂白剤・洗濯槽クリーナーなど）との併用は不可となる（そのため、製品の裏面には赤字で「重要 塩素系漂白剤と併用しない」、「酸性タイプ 塩素系漂白剤などの塩素系製品と使うと塩素ガスが発生して危険です。」の注意書きがされている）。
香りは「クリアフローラルの香り」、「フレッシュグリーンの香り」、「さわやかシトラスの香り(微香)」の3種類。つめかえ用は通常サイズ（380ml）に加え、通常サイズの約1.8倍量（690ml）の特大、通常サイズの約2.8倍量（1,080ml）の超特大の3サイズが設定される。

### レノアハピネス
レノアハピネス 夢ふわタッチ
香り・柔らかさを重視した柔軟剤。2023年10月のリニューアルに伴って「レノアハピネス 夢ふわタッチ ホテルセレクト」を吸収統合したことに伴い、華やかに香るアンティークローズ（ピンクのキャップ、旧:アンティークローズ&フローラル）、魅惑的に香るヴェルベットブロッサム&フローラル（黒のキャップ、旧:ヴェルベットフローラル&ブロッサム→魅惑的に香るヴェルベットブロッサム）、上品で心地よいホワイトティーの香りの3タイプがある。また、2009年の全面改良以降、お花畑の香り・幸せの花束の香り・ヨーロピアンブーケの香り、香調師セレクトの香りが数量限定品として発売された。
2016年8月のリニューアルに伴い、つめかえ用は通常サイズと超特大サイズ（通常サイズの約3倍量）の2容量に整理し、内容量を変更した（本体:600ml→560ml、つめかえ用:480ml→430ml、つめかえ用超特大:1.4L→1.26L）。2018年9月のリニューアルでつめかえ用に特大サイズ（通常サイズの約1.8倍量、755ml）が再設定された。2020年3月のリニューアルでつめかえ用特大サイズの内容量が増量（755ml→1055ml）され、通常サイズの約2.5倍量となった。
2021年8月にリニューアルに伴って全てのサイズで内容量が減量（本体:560ml→480ml、つめかえ用:430ml→400ml、つめかえ用特大:1055ml→810ml、つめかえ用超特大:1260ml→1200ml）され、ECサイトや一部店舗限定で通常サイズの4倍量となる1600mlが追加発売された。
2023年10月のリニューアルでは、華やかに香るアンティークローズと魅惑的に香るヴェルベットブロッサム&フローラルの2タイプは香調の改良と香料成分のアップグレードが行われた。また、3タイプ全てで本体・つめかえ用・つめかえ用特大は内容量が減容された（本体:480ml→450ml、つめかえ用:400ml→370ml、つめかえ用特大:810ml→750ml）が、つめかえ用超特大は増量（1200ml→1220ml）された。
香りレベルは従来品よりもやや控えめとなり、上品で心地よいホワイトティーの香りは"3.5"、それ以外の2タイプは"4"となる。
本品は香りカプセルを配合しており、レノア超消臭 1WEEKシリーズと同じく、パナソニックの洗剤・柔軟剤自動投入機能付き縦型洗濯機及びドラム式洗濯機では「自動投入で使えない銘柄」に分類されており、自動投入機能の故障の原因になるため、本体の洗剤投入口や取扱説明書などで具体的に本品を明記し、「手動投入」で使うようその旨を表記していたが、前述の「レノア超消臭 1WEEK」同様、2023年10月のリニューアルによりこの問題は解消された。
レノアハピネス 夢ふわタッチ ナチュラルタイプ
「レノアハピネス 夢ふわタッチ」の派生シリーズ。発売当初は日本限定の製品となる「レノアハピネス ナチュラルフレグランス」として発売されていたが、2021年8月のリニューアルに伴って製品名が変更された。シトラス&ヴァーベナとザクロ&フローラル（旧:プレミアムフローラル&ざくろ→ナチュラルザクロ&フローラル）の2タイプがある。
従来は通常の「レノアハピネス」よりも内容量が少なく設定されている（本体:520ml、つめかえ用:400ml、つめかえ用特大:700ml、つめかえ用超特大:1.18L）。2020年3月のリニューアルでつめかえ用特大サイズの内容量が増量（700ml→980ml）され、通常サイズの約2.5倍量となった。
2021年の8月のリニューアルに伴い、本体は減容（520ml→480ml）、つめかえ用は内容量据え置き、つめかえ用の特大と超特大は増量（特大:700ml→810ml、超特大:1180ml→1200ml）となり、併せてECサイトや一部店舗限定となる1600mlを追加発売し、レギュラータイプと内容量が統一された。
2023年10月のリニューアルではパッケージデザインと内容量が変更された（内容量はレギュラータイプと同一）。
香りレベルは従来品よりもやや控えめとなり、2タイプ共に"3.5"となった。
レノアハピネス アロマジュエル
洗濯の初めに適量を洗濯槽に直接投入する衣類の香りづけ専用ビーズ（衣類用香りづけ剤）。香り持続成分をP&Gジャパンが発売する柔軟剤に比べて3倍配合することで、保管状態で12週間香りが持続し、柔軟剤を入れずに複数回洗濯することで吸水性能も発揮される。ビーズは冷水や「スピードコース」設定時でも溶けやすくするために特許製法により空気を含ませた構造となっている。柔軟剤と併用する場合は「レノアハピネス」に限らず、他社製を含めた手持ちの柔軟剤とミックスしてオリジナルの香りを作ることも可能である。
2022年2月のリニューアルで従来品を継承した香り重視の「ブラックシリーズ」と、強い香りが苦手な方向けに香りひかえめのライトタイプとなる「ホワイトシリーズ」の2ラインとなり、「ブラックシリーズ」は濃いピンク系デザインの「アンティークローズ&フローラルの香り」と濃いグリーン系デザインの「パステルフローラル&ブロッサムの香り」、「ホワイトシリーズ」は淡いグリーン系デザインの「ホワイトティーの香り」をそろえる。2023年2月に追加発売された「おひさまフローラルの香り」はブルー系のパッケージで、部屋干し向けとなる。
本体は通常サイズの470mlに加え、通常サイズの約1.7倍量となる805ml入りの特大サイズを設定。つめかえ用も通常サイズの415mlに加え、通常サイズの約2.6倍量の1080ml入りでキャップ付きとした特大サイズが設定される。
2022年春に「レノア超消臭 抗菌ビーズ」同様、ボトル（特大サイズを含む）は中ぶたを無くし、回して開封する形状のキャップへ改良された。

### レノアリセット
レノアリセット
衣類のダメージケア・消臭・香りを重視した柔軟剤。「ファイバーケア成分」の働きで衣類の繊維同士の伸び防止や衣類表面を滑らかにすることによる摩擦低減と毛羽立ちを抑えることで、襟元や袖口のヨレを防止する効果があり、綿素材の襟元ではヨレを元に戻すことも可能である。また、「レノア超消臭1WEEK」の消臭成分と「レノアハピネス」の香り成分も配合されており、両方の要素を兼ねる製品でもある。ヤマユリ&グリーンブーケの香り（白のボトル）、フレッシュローズ&ナチュラルフラワーの香り（ローズピンクのボトル）、シトラス&ヴァーベナの香り（イエローのボトル）の3タイプがある。つめかえ用は通常サイズの480mlの他に、通常サイズの約1.7倍量（795ml）としたつめかえ用特大も設定されている。
本品では香り毎に香りのレベルが異なり、ヤマユリ&グリーンブーケの香りは"3"、シトラス&ヴァーベナの香りは"3.5"、フレッシュローズ&ナチュラルフラワーの香りは"4"である。

### レノアオードリュクス
しなやかなフォルムと花のレースのデザインが施されたボトルデザインで、パッケージ正面の文字要素も他の製品に比べて少ない。製品名にある「オードリュクス」とは、フランス語で「贅沢な水」に訳される。
レノアオードリュクス マインドフルネスシリーズ
2020年1月の「パルファムシリーズ」へのリニューアル時に内容量が変更（本体:600ml→530ml、つめかえ用:480ml→410ml）となり、イノセントNo.10のみ、通常品の約1.4倍量（600ml）としたつめかえ用特大が新たに設定された。
2021年12月に「パルファムシリーズ」から「マインドフルネスシリーズ」への移行に伴い、「イノセント NO.10」はリリー、ジャスミン、ベルガモットをブレンドした「リラックス」に名称を変更。「ル マリアージュ NO.10」と入れ替わりで2022年1月にラインナップされたブルー系ボトルの「スリープ」はジャスミンローズ・カモミール・スイートオレンジの香りを特徴とする「プレミアムリラックスアロマ」が配合されている。なお、つめかえ用特大は「リラックス」に設定される。
香りレベルは3種類共に"5"で、P&Gが日本国内で発売されている柔軟剤で最も高いレベルとなる。
レノアオードリュクス スタイルシリーズ
「衣類の美容液成分」を追加配合し、繊維間のすべりをよくすることで洗濯中の繊維の引っ張り抑制や乾燥時に繊維が固まることによるシワを防ぐ効果を持つほか、繊維の奥まで浸透して外的な力に対して繊維の1本1本に戻る力を与えることで衣類のシワも防ぐ効果がある。
香りは「パルファムシリーズ」と同じで、「イノセント」が設定される。
内容量は「パルファムシリーズ」と同量で、つめかえ用特大にも設定されている。
香りレベルは「オードデュクス マインドフルネスシリーズ」と同レベルで、2種類ともに"5"である。
レノアオードリュクス マインドフルネスシリーズ アロマジュエル
「レノアハピネス アロマジュエル」と同じく、洗濯時に洗剤と一緒に直接洗濯槽に投入して使用する衣類の香り付け専用ビーズ（衣類用香りづけ剤）。投入する量を調節したりすることで、香りの強さを調整することができる。2021年12月の「パルファムシリーズ」から「マインドフルネスシリーズ」への移行に伴ってパッケージデザインがリニューアルされるとともに、ラインナップを「リラックスの香り（旧:イノセントビジュ）」のみに集約した（マリアージュビジュとブルーミングパッションビジュはパッケージデザイン変更に伴い終売）。

## 販売終了商品
数量限定品は除く。

### 柔軟剤
- レノア
  - フレッシュグリーン
  - リラックスアロマ
  - ベビーソープ

- レノアプラス
  - フレッシュグリーンの香り
  - リラックスアロマの香り
  - ベビーソープの香り→フルーティーソープの香り

- レノア本格消臭
  - フレッシュグリーンの香り
  - リラックスアロマの香り
  - フルーティーソープの香り→フローラルフルーティーソープの香り

- レノア本格消臭 スポーツ
  - フレッシュシトラスブルーの香り
  - スプラッシュリリーの香り

- レノア本格消臭 スポーツエアー
  - リフレッシュエアリーフローラルの香り

- レノア本格消臭 部屋干しDX
  - リフレッシュハーブの香り

- レノア本格消臭 ダニよけプラス
  - フレッシュグリーンの香り

- レノア超消臭 1WEEK
  - リラックスアロマの香り
  - ダニよけプラス

- レノア超消臭 1WEEK スポーツデオX
  - リフレッシュエアリーフローラルの香り

- レノアハピネス
  - おひさまの香り
  - 森林浴の香り
  - フルーティーサンシャイン→フルーティー＆サンシャインの香り→フルーティー＆パラダイスの香り
  - フレッシュハーブ→フレッシュ＆ハーブの香り
  - ラグジュアリーフローラル→ラグジュアリー＆フローラルの香り→ラグジュアリー＆ピンクフローラルの香り→アンティークローズ＆フローラルの香り
  - フレッシュベリー＆ジャスミンの香り→リッチベリー＆ジャスミンの香り
  - ダークローズ＆チェリーの香り
  - プリンセスパール＆ドリームの香り
  - ミスティグリーン＆ジャスミンの香り
  - ロイヤルリリー＆ピオニーの香り
  - クラッシーフローラルの香り
  - フルーティーカクテル＆フラワーの香り
  - ヴェルベットローズ＆ブロッサムの香り→ヴェルベットフローラル＆ブロッサムの香り
  - パステルフローラル＆ブロッサムの香り
  - ラブリー＆ジェントルフローラルの香り
  - パステルフローラル&ブロッサムの香り→みずみずしく香るパステルフローラルの香り

- レノアハピネス ナチュラルフレグランス　
  - プレミアムフローラル＆ざくろの香り
  - プリンセスパールブーケ＆シアバターの香り
  - アプリコット＆ホワイトフローラルの香り
  - ラベンダー＆フローラルガーデンの香り

- レノアハピネス ユニセックス
  - アクアオーシャンの香り
  - グリーンブリーズの香り

- レノアハピネス 夢ふわタッチ ナチュラルタイプ
  - ラベンダーガーデンの香り

- レノアリセット
  - フレッシュローズ&ナチュラルガーデンの香り
  - フレッシュパステルブーケの香り
  - 微香タイプ ホワイトサボンの香り

- レノアオードリュクス
  - イノセント
  - センシュアル
  - ル マリアージュ
  - ブルーミングパッション

- レノアオードリュクス パルファムシリーズ
  - イノセント NO.10
  - ル マリアージュ NO.10
  - ブルーミングパッション NO.10
  - ポジティブ

- レノアオードリュクス スタイルシリーズ
  - ブルーミングパッション

### 香りづけビーズ
- レノアプラス 衣類の消臭専用デオドラントビーズ
  - クールリフレッシュの香り
  - グリーンミストの香り

- レノア本格消臭 デオドラントビーズ→レノア本格消臭 抗菌ビーズ
  - グリーンミストの香り
  - リフレッシュフローラルの香り
  - スポーツ クールリフレッシュの香り
  - 部屋干しDX グリーンフレッシュハーブの香り

- レノアハピネス アロマジュエル
  - エメラルドブリーズの香り
  - ルビーフローラルの香り→ダイヤモンドフローラルの香り
  - アメジストバニラの香り
  - パールドリームの香り
  - ガーネットピオニーの香り
  - サファイアベリーの香り
  - ブルーアクアオーシャンの香り
  - ざくろブーケの香り
  - アプリコット＆ホワイトフローラルブーケの香り
  - ラベンダーブーケの香り
  - ホワイトサボンの香り

- レノアオードリュクス アロマジュエル
  - イノセントビジュ
  - マリアージュビジュ
  - ブルーミングパッションビジュ

- レノアオードリュクス パルファムシリーズ アロマジュエル
  - イノセントビジュ
  - マリアージュビジュ
  - ブルーミングパッションビジュ

### その他
- レノアハピネス 香りシート - タンスやクローゼット、タオル置き場等に忍ばせて置くシートタイプ。効果は約2〜3週間持続。様々な場所に使用できるほか、使用枚数により香りの調整もできる。また、衣類乾燥機に使用することも可能である。
  - フローラルブーケ
  - フルーティーミスト
  - チェリーローズ
  - プリンセスパールスウィート

- レノアオードリュクス ミスト
  - イノセントニュアジュ
  - マリアージュニュアジュ
  - ブルーミングパッションニュアジュ

- レノアオードリュクス パルファムシリーズ ミスト
  - イノセントニュアジュ
  - マリアージュニュアジュ
  - ブルーミングパッションニュアジュ

- レノアオードリュクス マインドフルネスシリーズ ミスト
  - リラックス

## CM

### レノア/レノアプラス/レノア本格消臭/レノア超消臭
歴代テレビCMキャラクター担当声優
- YOU (2004年 - 2012年、犬主婦・るりこ役) - 当社のキャッチコピーが「ママの公式スポンサー」時代ではサウンドロゴの読みも担当した。
- 清水ミチコ (2004年、犬主婦・かおり役)
- 大塚寧々 (2004年、犬主婦・なおみ役)
- 出川哲朗 (2011年、洗濯機役)
- 磯野貴理子 (2012年)
- 小倉優子 (2012年 - 2016年)

歴代テレビCM出演者
- カンニング竹山、谷原章介 (2015年、レノアプラス 衣類の消臭専用デオドラントビーズ)
- マツコ・デラックス (2016年 - 2020年、ブランド総合キャラクター)
- あばれる君 (2017年、フローラルフルーティーソープ)
- 高橋ゆき (2017年、レノア本格消臭 デオドラントビーズ)
- 鈴木奈々 (2017年、レノア本格消臭スポーツ スプラッシュリリー)
- 鈴木亮平 (2018年、レノア本格消臭 デオドラントビーズ) - 小島瑠璃子と共演。レノアハピネス アロマジュエルの宣伝も兼ねる。
- 大迫勇也 (2019年、レノア本格消臭スポーツ)
- 宇垣美里 (2019年、レノア本格消臭 デオドラントビーズ)
- 天海祐希 (2020年 - 、消臭大臣役・ブランド総合キャラクター)
- 竜星涼 (2020年 - 2023年、消臭大臣秘書役)
- IKKO（2022年 - 2023年、レノア超消臭 抗菌ビーズ）
- 西畑大吾（なにわ男子）（2023年 - 、レノア クエン酸in超消臭・鬼太郎役）
- 大悟（千鳥）（2023年 - 、レノア クエン酸in超消臭・ねずみ男役）
- 飯尾夢奏（2023年 - 、レノア クエン酸in超消臭・猫娘役）
- 野沢雅子（2023年 - 、レノア クエン酸in超消臭・目玉おやじ役）

補足
「レノア クエン酸in 超消臭」のCMでは『ゲゲゲの鬼太郎』とのタイアップが組まれており、目玉おやじも登場している。

### レノアハピネス/ナチュラルフレグランス
歴代テレビCM出演者
- ミムラ (2010年 - 2014年)
- 綾瀬はるか (2014年 - 2018年  2023年 - )
- 沢尻エリカ (2018年 - 2019年)
- 吉岡里帆（2020年 - 2023年）
- 松本まりか（2022年 - 2023年） - 吉岡里帆と共演。

### レノアリセット
歴代テレビCM出演者
- IKKO（2020年 - 2021年、ブランド総合キャラクター）
- 滝藤賢一（2021年 - 、ブランド総合キャラクター）
- 竜星涼 (2021年 - 2022年、俳優役)
- 嵐莉菜 (2022年 - 、俳優役)

### レノアハピネス アロマジュエル
- 香椎由宇、小島瑠璃子、優希美青（2017年、ブランド総合キャラクター）
- 吉岡里帆（2020年 - 、ブランド総合キャラクター）
- 松本まりか（2022年 - 、ブランド総合キャラクター） - 吉岡里帆と共演。

### レノアオードリュクス
歴代テレビCM出演者
- 綾瀬はるか (2017年)
- 蓮佛美沙子 (2017年、ファブリックフレグランス)
- 吉岡里帆（2020年 - 、ブランド総合キャラクター）

## 競合商品
- ソフラン - このシリーズの対抗商品
- ハミング - このシリーズの対抗商品
- ファーファ - このシリーズの対抗商品
- ダウニー - P&Gが北米地域とメキシコ、アジアで発売する柔軟剤
- ボールド - P&Gが日本と欧州で発売している柔軟剤入り衣料用洗剤
- バウンス - レノアが登場する前にあったかつての主力商品。現在は北米地域のみ展開